# گوور قبری داشکسن
گوور قبری داشکسن مربوط به دوره اشکانی ـ دوره ساسانی است و در شهرستان ورزقان، بخش مرکزی، دهستان سینا، ۸۰۰ متری غرب روستای داشکسن واقع شده و این اثر در تاریخ ۸ بهمن ۱۳۸۵ با شمارهٔ ثبت ۱۷۱۰۷ به عنوان یکی از آثار ملی ایران به ثبت رسیده است.